# Хлыстово (Московская область)
Хлыстово — деревня в Московской области России. Входит в городской округ Люберцы. Население — 3 чел. (2010).

## География
Деревня расположена в центральной части городского округа Люберцы, примерно в 0,5 км к югу от города Люберцы. Высота над уровнем моря 136 м. В 1 км к востоку от деревни протекает река Пехорка. Деревня находится в границах рабочего посёлка Томилино.

## История
Первые упоминания о поселке были в XVI веке, при Иване Грозном.
В 1926 году деревня являлась центром Хлыстовского сельсовета Ухтомской волости Московского уезда Московской губернии, в деревне насчитывалось 84 хозяйства, из которых 58 было крестьянских, имелась школа 1-й ступени.
С 1929 года населённый пункт — в составе Ухтомского района Московского округа Московской области.
До муниципальной реформы 2006 года Хлыстово находилось в подчинении администрации рабочего посёлка Томилино.
С 2006 до 2016 гг. деревня входила в городское поселение Томилино Люберецкого муниципального района. С 2017 года входит в городской округ Люберцы, в рамках администрации которого Хлыстово относится к территориальному управлению Томилино-Октябрьский.

## Население
| 1926 | 2002 | 2006 | 2010 |
| ---- | ---- | ---- | ---- |
| 362  | ↘5   | →5   | ↘3   |